# تخويج (مياندشت)
تخویج (بالفارسية: تخویج) هي مستوطنة تقع في إيران في Miyandasht Rural District. يقدر عدد سكانها بـ 189 نسمة بحسب إحصاء 2016.